# Vårholma
Vårholma är en cirka 3 km lång och 1 km bred ö i Stockholms skärgård. Ön är belägen i mellersta skärgården, norr om Lindalssundet vid Värmdö.
Vårholma är tätbefolkat och halva ön är klassat som tätortsområde.

## Rhenborgen
På 1890-talet lät professorn i arkitektur Claes Grundström uppföra en ”Rhenborg” i miniatyr vid Ryssviken på östra Vårholma.
| Solnedgång över Vårholma. |  | Claes Grundströms ”Rhenborg” till vänster i bild. |
| Solnedgång över Vårholma. |  | Claes Grundströms ”Rhenborg” till vänster i bild. |